# I (canción)
«I» es un sencillo grabado por la cantante surcoreana Taeyeon con la colaboración de Verbal Jint, incluido en su primer extended play del mismo nombre. La canción fue escrita por la artista en colaboración con Mafly y Verbal Jint, y producida por Myah Marie Langston, Bennett Armstrong, Justin T. Armstrong, Cosmopolitan Douglas, David Quinones, Jon Asher y Ryan S. Jhun. «I» fue lanzada en formato digital el 7 de octubre de 2015, junto con el lanzamiento del EP, y el 9 de octubre a través del programa de radio K-Pop Connection de KBS.
Tras su lanzamiento, «I» recibió críticas favorables por parte de los críticos musicales, quienes elogiaron su estilo musical y la voz de Taeyeon. Comercialmente, el sencillo llegó al primer puesto en la lista de Gaon Digital Chart. Para su promoción, la cantante realizó diversas presentaciones en programas musicales, incluyendo Inkigayo, Music Bank y M! Countdown.

## Antecedentes
Taeyeon hizo su debut como cantante en 2007 como miembro y líder del grupo femenino Girls' Generation. Desde entonces, también ha logrado reconocimiento como solista al grabar canciones para bandas sonoras de películas y programas de televisión, incluyendo «If» (Hong Gil Dong, 2008),«I Love You»  (Athena: Goddess of War, 2010), y «Closer» (To the Beautiful You, 2012). Las habilidades vocales de Taeyeon se exhibieron en las canciones que ella cantó para las películas y series coreanas. Estos y varios otros lanzamientos ocurrieron a lo largo de los años, incluyendo su participación en canciones de otros artistas, aunque hasta el año 2015, Taeyeon no había lanzado un álbum en solitario.
El 10 de septiembre de 2015, SM Entertainment reveló que Taeyeon estaba trabajando en su primer álbum en solitario sin proporcionar una fecha exacta de lanzamiento. El 7 de octubre, se lanzó oficialmente su primer extended play, incluyendo la canción «I» como sencillo principal.

## Composición
«I» es una canción del género pop rock con letras que siguen una narrativa autobiográfica. La canción pretende transmitir la perspectiva de Taeyeon sobre su experiencia como celebridad y, en sus propias palabras, «sobre ser uno mismo de una manera más libre, alejándose de momentos difíciles y frustrantes». También mencionó que deseaba que la canción expresara el sentimiento de que la música es su vida.
Jeff Benjamin, escribiendo para Billboard, describió «I» como un sencillo pop rock exuberante y acústico, comparándolo con parte del material de la cantante estadounidense Taylor Swift en Red (2012).

## Recepción

### Críticas
«I» recibió críticas positivas de los expertos en música. Fue nombrada como la segunda y la decimoquinta mejor canción de K-pop del año 2015 por Billboard y la revista inglesa Dazed, respectivamente.

### Reconocimientos
| Publicación | Lista                                                                        | Clasificación | Ref.   |
| ----------- | ---------------------------------------------------------------------------- | ------------- | ------ |
| Billboard   | Las 20 mejores canciones de K-pop de 2015                                    | 2             | [ 13 ] |
| Billboard   | Las 100 mejores canciones de K-pop de la década de 2010: selección del staff | 58            |        |
| Dazed       | Las 20 mejores canciones de K-pop de 2015                                    | 15            | [ 14 ] |

## Vídeo musical
El video musical de «I» fue filmado en Auckland, Nueva Zelanda, y utilizó los paisajes naturales como escenarios. Incluye impresionantes vistas de la naturaleza en contraste con escenas urbanas, y narra la historia de una joven «en busca de su verdadera identidad»". El hermano mayor de Taeyeon tuvo una participación especial en la producción como cliente del bar The Portland Public House, en el suburbio de Kingsland, donde ella trabaja en el vídeo.

## Posicionamiento en listas musicales

### Lista semanal
| Lista (2015)                       | Mejor posición |
| ---------------------------------- | -------------- |
| Corea del Sur (Gaon Digital Chart) | 1              |

### Lista anuales
| Lista (2015-2016)                  | Posición |
| ---------------------------------- | -------- |
| Corea del Sur (Gaon Digital Chart) | 39       |
| Corea del Sur (Gaon Digital Chart) | 99       |

## Premios y nominaciones
| Premiación              | Año  | Categoría                      | Resultado | Ref.   |
| ----------------------- | ---- | ------------------------------ | --------- | ------ |
| MAMA Awards             | 2015 | Mejor actuación vocal femenina | Nominado  | [ 20 ] |
| MAMA Awards             | 2015 | Canción del año                | Nominado  | [ 20 ] |
| Gaon Chart Music Awards | 2016 | Canción del año – octubre      | Ganador   | [ 21 ] |
| Golden Disc Awards      | 2016 | Daesang digital                | Ganador   | [ 22 ] |